# Scopus (rod)
Scopus je rod ptica močvarica koji uključuje batoglavku (Scopus umbretta) i njegovog izumrlog srodnika iz pliocena, Scopus xenopus. Ovaj rod je jedini predstavnik porodice Scopidae.

## Taksonomija
Batoglavke su tradicionalno bile uključene u rode (Ciconiiformes), ali sada se smatra da su bliži pelikankama (Pelecaniformes). Nedavne studije su otkrile da su njezini najbliži rođaci nesiti i krupnokljuna roda.

## Vanjske poveznice
|  | Zajednički poslužitelj ima još gradiva o temi Scopus |
|  | Wikivrste imaju podatke o taksonu Scopus             |